# استونی کورتیس
استونی کورتیس (انگلیسی: Stoney Curtis) یک بازیگر پورنوگرافی اهل ایالات متحده آمریکا است.